# Filip Van Luchem
Filip Van Luchem (Varsenare, 31 mei 1965 - Torhout, 10 juli 2000) was een Belgisch veldrijder.

## Belangrijkste overwinningen
1993
- Silvestercyclocross

1994
- Cyclocross Ruddervoorde

Wielerploegen van Filip Van Luchem
Herygers · Lambrechts · Šimůnek · Van Luchem
Ballat · Coudray · Friel · Herygers · Hirs · Ja. Jolidon · Jo. Jolidon · Šimůnek · Van Brecht  · Van Luchem · Way · Willemsens · Chassot (stagiair) · Powell (stagiair) · Van Der Borght (stagiair) 
Cattaneo · Chassot · Coudray · Daelmans · De Roose · Dierckxsens · Harnett · Hashikawa · Herygers · Hirs · Ja. Jolidon · Jo. Jolidon · Powell · Rubio · Šimůnek · Van Luchem · Way · Willemsens · Claeys (stagiair) · Vanconingsloo (stagiair) · Wuyts (stagiair)   
den Braber ·  
De Clercq ·   
Desmet ·  
Eeckhout ·
Fleischer ·
Heynderickx ·
Høj · 
Huybrechts · 
Janssens ·
Moermans · 
Nulens ·
Omloop ·
Peers · 
Piątek ·
Planckaert ·
van der Poel ·
Theunisse · 
Van Aken ·
Vandromme ·
Vanhaecke ·
E. Van Lancker ·
K. Van Lancker · 
Van Luchem (tot 28/02) · 
Van Roosbroeck ·
Verbeken ·
Zemke